# Анна (сестра на Дидона)
Вижте пояснителната страница за други значения на Анна.
Анна (от финикийски език и древноеврейски език: Hannah, Hn – „Дар от Бог“, откъдето и Анна) е сестра на Дидона.
Анна се споменава за първи път Гней Невий. Вергилий също споменава Анна като сестра и довереница на Дидона.
Според Марк Теренций Варон не Дидона, а Анна става жертва на любовта си към Еней. За Анна говори и Овидий.